# Dolichopeza vitrea
Dolichopeza vitrea är en tvåvingeart som beskrevs av Edwards 1932. Dolichopeza vitrea ingår i släktet Dolichopeza och familjen storharkrankar. Inga underarter finns listade i Catalogue of Life.